# العلاقات المغربية القرغيزستانية
العلاقات المغربية القيرغيزستانية هي العلاقات الثنائية التي تجمع بين المغرب وقيرغيزستان.

## مقارنة بين البلدين
هذه مقارنة عامة ومرجعية للدولتين:
| وجه المقارنة                                              | المغرب                                 | قيرغيزستان                      |
| --------------------------------------------------------- | -------------------------------------- | ------------------------------- |
| المساحة (كم2)                                             | 710.85 ألف                             | 199.95 ألف                      |
| عدد السكان (نسمة)                                         | 36.07 مليون                            | 6.20 مليون                      |
| الكثافة السكانية (ن./كم²)                                 | 50.74                                  | 31.01                           |
| العاصمة                                                   | الرباط                                 | بيشكك                           |
| اللغة الرسمية                                             | اللغة العربية، أمازيغية معيارية مغربية | اللغة الروسية، اللغة القيرغيزية |
| العملة                                                    | درهم مغربي                             | سوم قيرغيزستاني                 |
| الناتج المحلي الإجمالي (بليون دولار)                      | 109.14 مليار                           | 7.56 مليار                      |
| الناتج المحلي الإجمالي (تعادل القوة الشرائية) بليون دولار | 274.06 مليار                           | 20.45 مليار                     |
| الناتج المحلي الإجمالي الاسمي للفرد دولار أمريكي          | 2.88 ألف                               | 1.10 ألف                        |
| الناتج المحلي الإجمالي للفرد دولار أمريكي                 | 7.49 ألف                               |                                 |
| مؤشر التنمية البشرية                                      | 0.628                                  | 0.655                           |
| رمز المكالمات الدولي                                      | +212                                   | +996                            |
| رمز الإنترنت                                              | .ma                                    | .kg                             |
| المنطقة الزمنية                                           | ت ع م+01:00                            | ت ع م+06:00                     |

## منظمات دولية مشتركة
يشترك البلدان في عضوية مجموعة من المنظمات الدولية، منها:
| علم المنظمة | اسم المنظمة                        | تاريخ انضمام المغرب | تاريخ انضمام قيرغيزستان |
| ----------- | ---------------------------------- | ------------------- | ----------------------- |
|             | مؤسسة التنمية الدولية              | 29 ديسمبر 1960      | 24 سبتمبر 1992          |
|             | يونسكو                             | 7 نوفمبر 1956       | 2 يونيو 1992            |
|             | وكالة ضمان الاستثمار متعدد الأطراف | 17 سبتمبر 1992      | 21 سبتمبر 1993          |
|             | الأمم المتحدة                      | 12 نوفمبر 1956      | 2 مارس 1992             |
|             | الاتحاد البريدي العالمي            | ?                   | ?                       |
|             | البنك الدولي للإنشاء والتعمير      | 25 أبريل 1958       | 18 سبتمبر 1992          |
|             | منظمة التعاون الإسلامي             | 25 سبتمبر 1969      | ?                       |
|             | منظمة حظر الأسلحة الكيميائية       | ?                   | ?                       |
|             | الاتحاد الدولي للاتصالات           | 1 نوفمبر 1956       | 20 يناير 1994           |
|             | مؤسسة التمويل الدولية              | 30 أغسطس 1962       | 11 فبراير 1993          |
|             | منظمة التجارة العالمية             | 1995                | ?                       |
|             | منظمة الشرطة الجنائية الدولية      | ?                   | ?                       |

## وصلات خارجية
- موقع وزارة الخارجية المغربية
- موقع وزارة الخارجية القيرغيزستانية